# هرمان أدالبيرت دانييل
هرمان أدالبيرت دانييل (و. 1812 – 1871 م) هو عالم عقيدة، وفيلسوف، وكاتب، وجغرافي ألماني، ولد في كوتن، توفي في لايبزيغ، عن عمر يناهز 59 عاماً.